# 竹内文香
竹内 文香（たけうち あやか、4月21日 - ）は、日本の漫画家。既婚。愛知県大府市出身。牡牛座。血液型O型。

## 略歴
- 2005年 - 高校生の時に第1回AM（オール・マーガレット）新人まんが大賞において『今はまだ友達だけど』が4位に入賞[5]。『ザ マーガレット』7月号に掲載されデビューした
- 2007年 - 『マーガレット』19号より「友達ごっこ」の連載を開始。
- 2011年 - 同誌17号より「凛!」の連載を開始。
- 2012年 - 同誌19号より「カテメン」の連載を開始。
- 2017年 - NPO法人日本救急蘇生普及協会がクラウドファンディングで出資を募り制作した『漫画で役立つ!子供と大人でつなぐ命のリレー』の作画を担当した[3][6]。
- 2019年 - 9月7日におおぶ文化交流の杜allobu（アローブ）こもれびホールにて行われた、『Queen's Tears Honey』コンサートに参加したメンバーの似顔絵を担当した[7]。

## 人物
- 17歳の時に投稿4作目にてデビュー。[要出典]
- 身長156センチメートル。[要出典]
- 弓道経験者であり中学校1年生から高校2年生の途中まで弓を引いていた。段位は初段で、中学生の頃に2度全国大会へ出場。県大会でも個人入賞したことがある。当時の弓力は12キログラム重[8]。
- 日経×womanアンバサダー[4]。

## 作品リスト
特記した以外の作品は全て集英社、マーガレットコミックス（DIGITAL）から刊行されている。
- ある日突然ハブられた（2007年9月25日発売[9]、『マーガレット』2007年5号 - 6号、ISBN 978-4-08-846214-1、全1巻）
  - ある日突然ハブる側?（『マーガレット』2007年10号）
  - 忘れたい宝物（『ザ マーガレット』2007年4月号）
- 友達ごっこ（『マーガレット』2007年19号 - 2011年8号[10]、全12巻）
  1. 2008年2月25日発売[11]、ISBN 978-4-08-846265-3
  2. 2008年6月25日発売[12]、ISBN 978-4-08-846303-2
  3. 2008年10月24日発売[13]、ISBN 978-4-08-846340-7
  4. 2009年2月25日発売[14]、ISBN 978-4-08-846381-0
  5. 2009年6月25日発売[15]、ISBN 978-4-08-846416-9
  6. 2009年10月23日発売[16]、ISBN 978-4-08-846451-0
  7. 2010年2月25日発売[17]、ISBN 978-4-08-846492-3
  8. 2010年6月25日発売[18]、ISBN 978-4-08-846533-3
    - 友達ごっこ 番外編 坂元真一15の春[19][20]（『マーガレット』2010年3・4合併号別冊ふろく『マーガレットSPIN OFF』）

  9. 2010年10月25日発売[21]、ISBN 978-4-08-846577-7
  10. 2011年1月25日発売[22]、ISBN 978-4-08-846610-1
  11. 2011年5月25日発売[23]、ISBN 978-4-08-846651-4
  12. 2011年6月24日発売[24]、ISBN 978-4-08-846662-0
    - 友達ごっこ 番外編 BL（坊主ラブ）（『マーガレット』2011年3・4合併号別冊ふろく『マーガレット BOY's SPIN♡OFF』）
    - 友情ごっこ 特別編〜詩織ちゃん婚プレックス〜[25]（『マーガレット』2011年6号別冊ふろく『友情&幼なじみ特集「ずっと一緒にいたい人」』）
    - LAST STORY
- 凛!（2011年 - 2012年、全3巻）
- カテメン（『マーガレット』2012年19号[26] - 2013年2号、『ザ マーガレット』2013年4月号 - 10月号、全1巻）　
  1. 2013年2月25日発売[27]、ISBN 978-4-08-846890-7
- おかあさん、お空のセカイのはなしをしてあげる!（飛鳥新社、全2巻）
  1. 2020年7月16日発売[28][4]、ISBN 978-4-86410-773-0
  2. 2022年11月7日発売[29]、ISBN 978-4-86410-930-7
- 絡む想いのからまわり（2021年 - 2022年、マーガレットコミックスDIGITAL、全3巻）
  1. 2022年7月1日発売[30]、『マーガレット』2021年20号[31] - 24号
  2. 2022年7月1日発売[32]、『マーガレット』2022年1号 - 6号
  3. 2022年7月1日発売[33]、『マーガレット』2022年7号 - 12号[34]
- さすがにムリだよ亜門くん（『マーガレット』2023年8号[35] - 2024年2号[36]、マーガレットコミックスDIGITAL、既刊1巻）※デジタル版のみ[37]

### 単行本未収録作品等
- 今はまだ友達だけど（『ザ マーガレット』2005年7月号、デビュー作。）
- 最強アプローチ（『マーガレット』2005年23号）
- ゆでガエルの作り方（『マーガレット』2006年2号）
- ゆだったキモチの冷まし方（『マーガレット』2006年9号）
- ぶきっちょ革命（『ザ マーガレット』2006年8月号）
- 失恋両想い（『ザ マーガレット』2006年10月号）
- 友達ごっこ（『マーガレット』2009年24号）
- カテメン 番外編[38]（『マーガレット』2013年10号）
- カゲヒナタ[39]（原作担当、作画：里中実華『マーガレット』2013年23号[40] - 2014年6号[41]）
- 女子高生ヒーロー（原作担当、作画：里中実華、『ザ マーガレット』2014年6月号）
- 愛Q-君とクイズと恋愛と-（『ザ マーガレット』2016年6月号）
- 絡む想いのからまわり 番外編[42]（『マーガレット』2022年14号）
- デラシネ・カモミール（漫画：こきち、『りぼんスペシャル』2024年春の大増刊号[43]） - 原作担当[43]。

### その他
- サンスマイルプリン[4]（キャラクターデザイン）